# Billy Bean (Gitarrist)
Billy Bean (eigentlich William Frederick Bean, * 26. Dezember 1933 in Philadelphia, Pennsylvania; † 6. Januar 2012) war ein US-amerikanischer Jazzgitarrist.
Bean begann seine professionelle Karriere 1956 als Mitglied von Charlie Venturas Band, mit der er zwei Alben einspielte. Zur gleichen Zeit entstanden auch Aufnahmen mit dem Gitarristen John Pisano. Er arbeitete Anfang der 1960er Jahre mit Paul Horn und Buddy Collette und unter Bandleadern wie Buddy DeFranco, Calvin Jackson und Les Elgart. Neben einer Reihe von Aufnahmen mit Herbie Mann entstand 1961 die LP The Trio mit Hal Gaylor und Walter Norris. Beim englischen Label String Jazz erschienen Duo-Aufnahmen mit Dennis Budimir.

## Diskographie
- The Lowest The Music of Red Callender mit Red Callender, Buddy Collette, Red Mitchell, Gerald Wiggins, Bill Douglass, Gerald Wilson, 1955
- Charlie Ventura Plays Hi-Fi Jazz mit Charlie Ventura, Mousey Alexander, Dave McKenna, Richard Davis, 1956
- The New Charlie Ventura in Hi-Fi mit Charlie Ventura, Mousey Alexander, Dave Hildinger, Richard Davis, 1956
- Makin’ It mit John Pisano sowie Fred Katz, Calvin Jackson, Hal Gaylor, Gene Estes, Larry Bunker, Drummer X, Red Callender, Si Zentner, Karl De Karske, Hoyt Bohannon, Pete Candoli, Kendall Bright, Melvin Moore, Irving Goodman, Paul Horn, Bill Green, Jules Jacob, Alexander Nieman, Irving Manning, Raphael Kramer, Edgar Lustgarten, 1957
- Take Your Pick mit Johnny Pisano sowie Fred Katz, Calvin Jackson, Hal Gaylor, Gene Estes, Larry Bunker, Red Callender, Si Zenter, Carl Karske, Hoyt Bohannon, Pete Candoli, Kendall Bright, Melvin Moore, Irving Goodman, Paul Horn, Bill Green, Jules Jacob, George Smith, Abe Most, 1958
- Slippery When Wet mit Bud Shank, Chuck Flores, Gary Peacock, 1959
- Buddy DeFranco Orchestra: Cross-Country Suite, 1960
- The Trio mit Walter Norris, Hal Gaylor, 1961
- Right Now Herbie Mann mit Herbie Mann, Bill Salter, Don Payne, Hagood Hardy, Willie Bobo, Patato Valdés, Willie Rodrigues, Johnny Pacheco, 1962
- Makin’ It Again mit John Pisano, Gene Estes, (1956–1958), 1988
- The Trio Rediscoverd mit Walter Norris, Hal Gaylor, (1961), 1999
- West Coast Sessions mit John Pisano, Dennis Budimir, Gene Estes, (1950er Jahre), 1999
- Finale mit Johnny Pisano, 2002